# Gruppo Bertone
Bertone — итальянская автомобильная компания, которая специализировалась на производстве автомобилей, стайлинге и разработке дизайна кузовов.
В Bertone занимались созданием дизайна для Abarth, Alfa Romeo, Citroën, Ferrari, Fiat, Iso Rivolta, Lancia, Lamborghini, Mercedes Benz, Opel и Volvo среди прочих. Компания Bertone также ответственна за два дизайнерских проекта для двух известных итальянских мотоскутеров Lambretta. В конце 1980-х, компания Bertone разрабатывала дизайн велошлема K20 для швейцарского велосипеда и мотошлема для производителя «Kiwi».
Компанию основали в Грульяско, под наименованием Carrozzeria Bertone в 1912 году Джованни Бертони (Giovanni Bertone) и дизайнер Нуччио Бертоне (Nuccio Bertone). Компания была разделена на две части — Carrozzeria, которая выпускала 40 000 автомобилей в год в лучшие времена и студия дизайна Stile Bertone.
Все права на бренд Bertone, патенты и исторический архив в 2009 году перешли компании Bertone Cento во главе с Лилли Бертоне. В то время, как 6 августа 2009 Министерство экономического развития Италии дало разрешение на передачу производственных мощностей в Грульяско под новым именем FGA-OAG (Officine Automobilistiche Grugliasco) Группе Fiat.
В июле 2014 Туринский суд признал банкротом Stile Bertone.
Эксклюзивные права на бренд Bertone и логотип со стилизованной «b» перешли в начале мая 2013 от Bertone Cento группе предпринимателей во главе с Aldo Cingolani, и сейчас Bertone переехала в Милан, чтобы возродиться на мировом уровне и в различных сферах — от архитектуры и промышленного дизайна, до моды под именем Bertone Design.
Bertone Design осуществляет проекты и в сфере железнодорожного транспорта. В 2015 году будут запущены в эксплуатацию их Frecciarossa 1000 для Trenitalia и пригородный поезд «Jazz»для Alstom.
В России компания также известна по осуществлённому в 2009 году рестайлингу Chevrolet Niva.

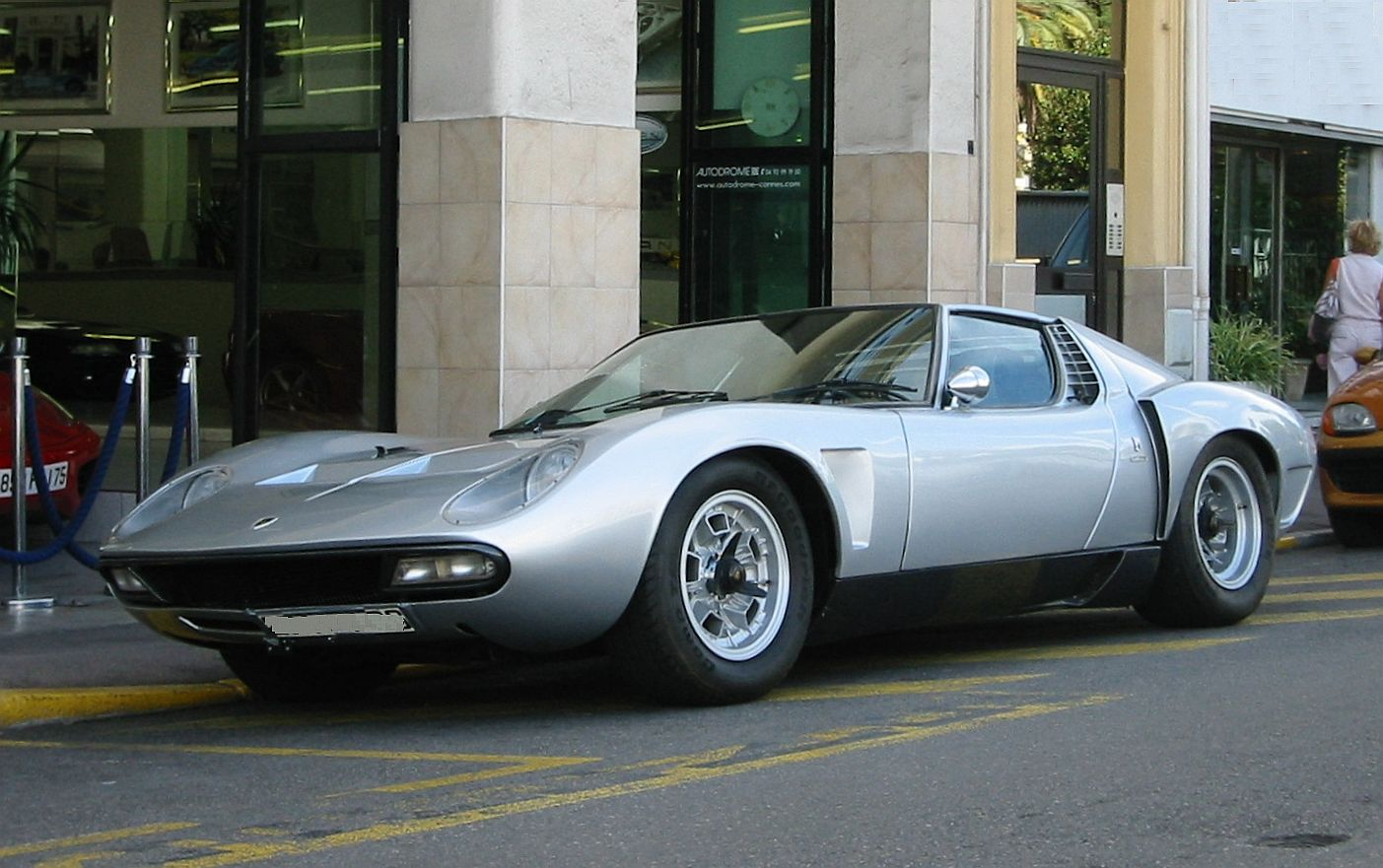
Lamborghini Miura SVJ Spider
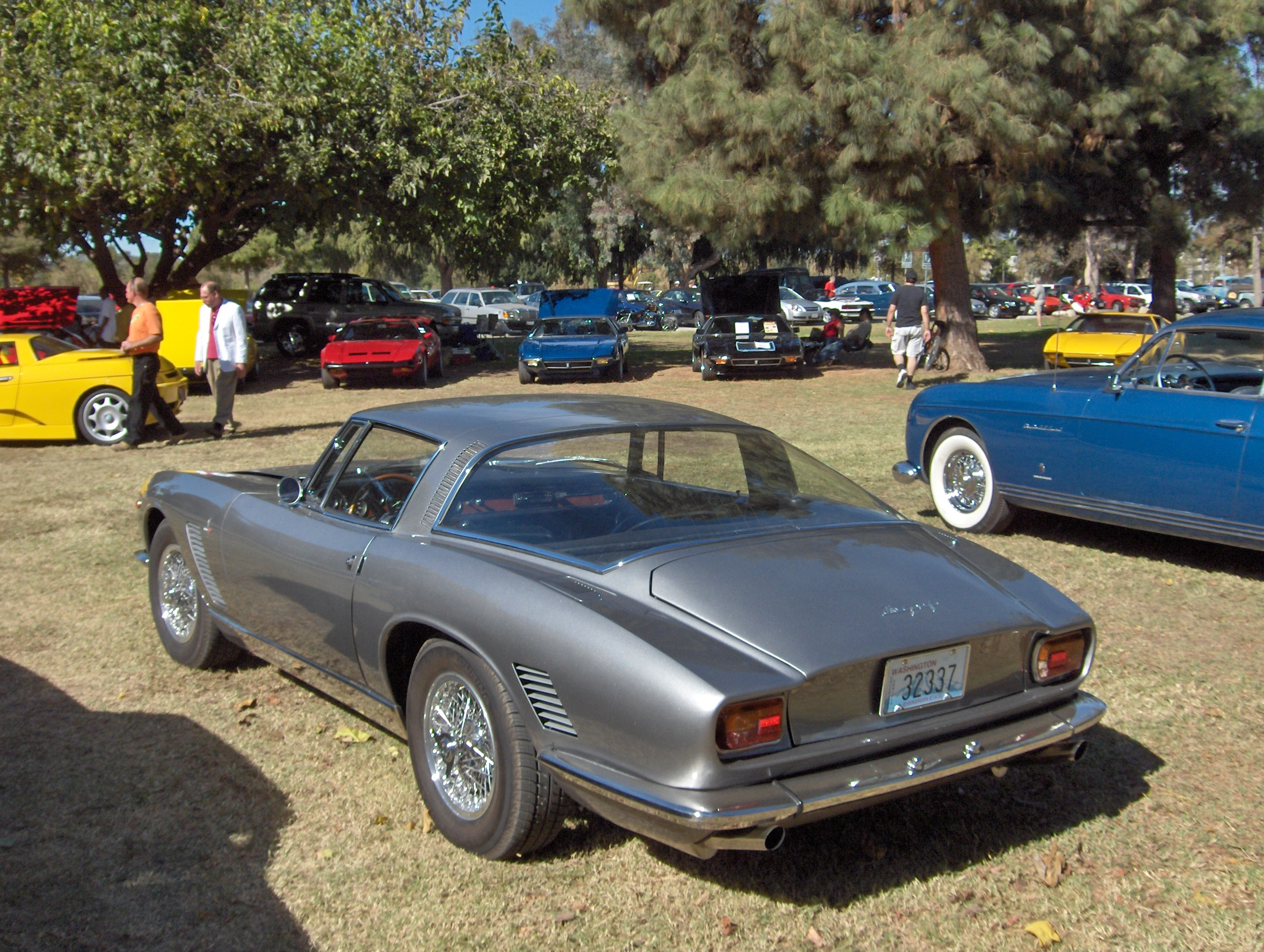
Iso Grifo
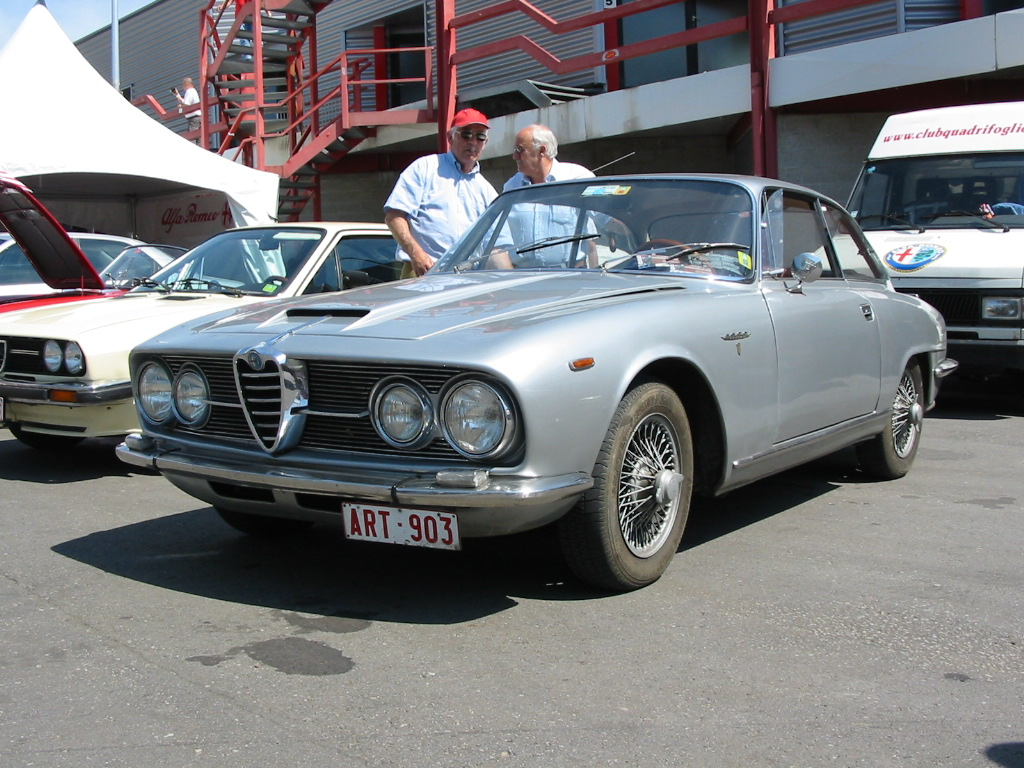
Alfa Romeo 2600 Sprint
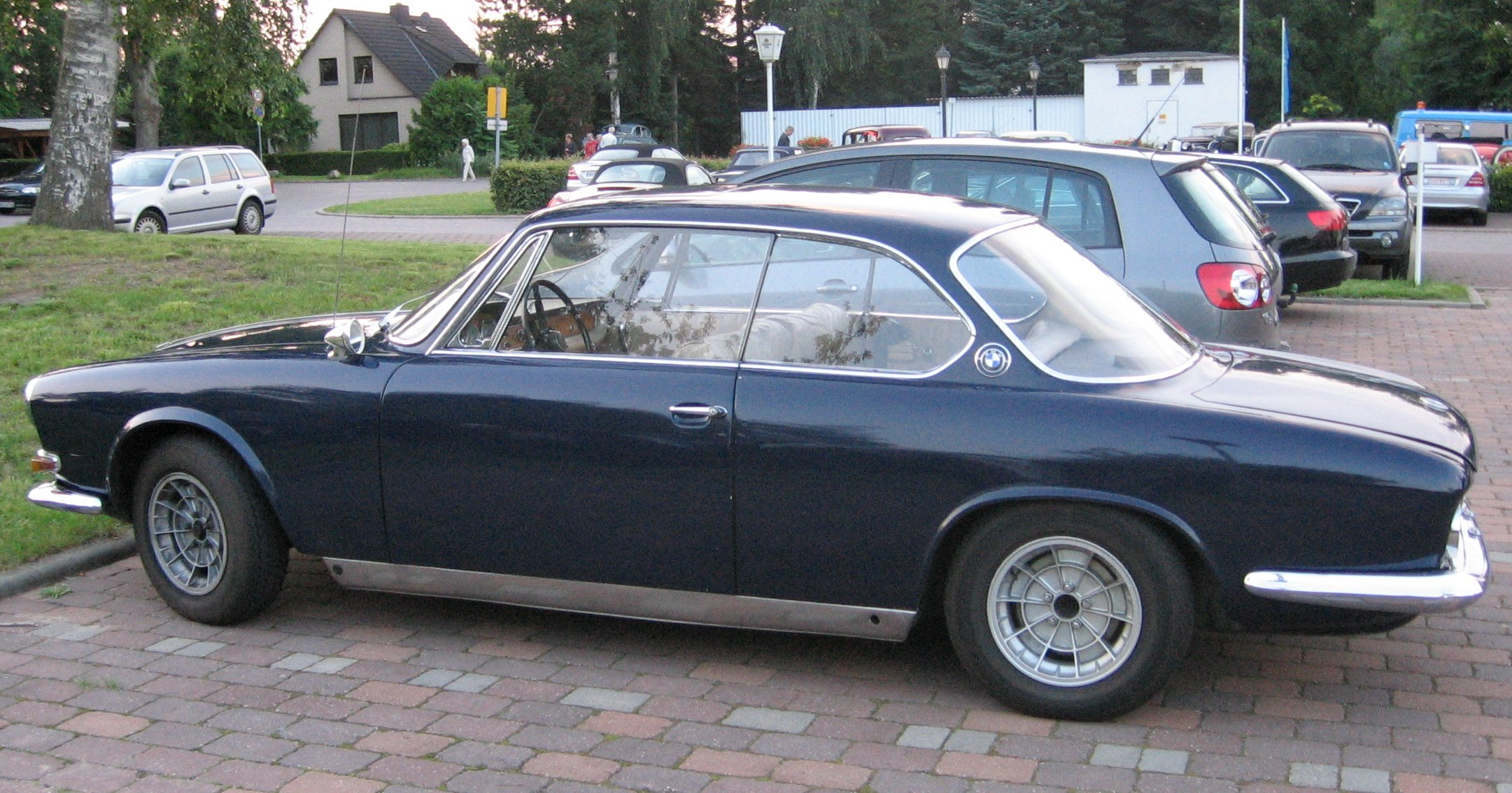
BMW 3200 CS

## Машины и скутеры
| - 1952 Fiat Abarth 1500 Coupé - 1953 Arnolt-MG Convertible and Coupe - 1953 Alfa Romeo BAT-5 - 1953 Fiat 1100 TV - 1953 Fiat 8V Spider - 1954 Alfa Romeo 1900 Sport Spider - 1954 Alfa Romeo 2000 Sportiva - 1954 Alfa Romeo BAT-7 - 1954 Alfa Romeo Giulietta Sprint - 1954 Arnolt Aston Martin DB2/4 Spider - 1955 Alfa Romeo BAT-9 - 1955 Arnolt-Bristol Spider and Coupe - 1955 Citroen DS 19 - 1958 Abarth 1000 GT Coupé - 1959 NSU Sport Prinz - 1960 Alfa Romeo Giulietta Sprint Speciale - 1960 Gordon-Keeble - 1960 NSU Spider - 1961 Aston Martin DB4 GT Jet - 1962 Alfa Romeo 2600 Sprint - 1962 Alfa Romeo Giulia Sprint - 1962 Alfa Romeo Giulia Sprint Speciale - 1962 Alfa Romeo GTA - 1962 ASA 1200 G.T. Coupé Bertone - 1962 BMW 3200 CS - 1962 Ferrari 250 GT Berlinetta Lusso - 1962 Iso Rivolta - 1962 Simca 1000 - 1964 Alfa Romeo Canguro - 1965 Abarth OT 1000 Spider - 1965 Fiat 850 Spider - 1965 Iso Grifo - 1965 Mazda Luce - 1967 Alfa Romeo GT 1300 Junior - 1967 Alfa Romeo Montreal - 1967 Fiat Dino Coupé | - 1967 Jaguar Pirana - 1967 Lamborghini Marzal - 1967 Lamborghini Miura - 1967 Simca 1200S Coupé - 1968 Alfa Romeo Carabo - 1968 Fiat 850 Sport Spider - 1968 Lamborghini Espada - 1968 Lambretta Luna line: Lui, Vega & Cometa - 1969 Iso Lele - 1969 Lambretta GP/DL Scooter - 1970 Lancia Stratos Zero - 1970 Lamborghini Urraco - 1970 BMW Garmisch 2200Ti - 1971 Lamborghini Countach - 1972 Lancia Stratos - 1972 Fiat X1/9 - 1972 Citroen Camargue - 1972 Maserati Khamsin - 1973 NSU Trapeze - 1974 Lamborghini Bravo - 1974 Ferrari 208/308 GT4 - 1974 Maserati Quattroporte II - 1976 Alfa Romeo Navajo - 1976 Ferrari Rainbow - 1977 Volvo 262C - 1977 Jaguar Ascot - 1978 Fiat Ritmo - 1978 Alfa Romeo Alfetta - 1978 Lancia Sibilo - 1979 Volvo Tundra - 1980 Alfa Romeo Alfetta 2000 - 1980 Lamborghini Athon - 1981 Mazda MX-81 - 1982 Citroën BX - 1983 Alfa Romeo Delfino | - 1984 Chevrolet Ramarro - 1984 Alfa Romeo 90 - 1985 Volvo 780 - 1986 Citroen Zabrus - 1987 Škoda Favorit - 1988 Lamborghini Genesis - 1989 Citroën XM - 1989 Bertone Freeclimber - 1990 Lamborghini Diablo - 1990 Chevrolet Nivola - 1990 Daewoo Espero - 1991 Citroën ZX - 1991 Cizeta-Moroder V16T - 1992 Bertone Blitz - 1993 Citroën Xantia - 1994 Opel Astra Cabrio - 1995 Fiat Punto Cabriolet - 2001 Opel Astra Coupe/Cabrio - 2003 Alfa Romeo GT - 2003 Bertone Birusa - 2004 Bertone Aston Martin Jet 2 - 2005 Bertone Villa - 2006 Bertone Suagnà - 2006 BMW Younique - 2007 Bertone Fiat Barchetta - 2008 Chery Kimo - 2008 Alfa Romeo BAT-11 - 2009 Bertone Mantide - 2009 Chevrolet Niva - 2010 Alfa Romeo Pandion - 2011 Jaguar B99 - 2012 Nuccio Bertone - 2013 Aston Martin Rapide Bertone |